# Platycheirus peteri
Platycheirus peteri är en tvåvingeart som först beskrevs av Doesburg 1955.  Platycheirus peteri ingår i släktet fotblomflugor, och familjen blomflugor. Inga underarter finns listade i Catalogue of Life.